# Cindy Obeñita
Cinderella Faye Obeñita (sinh ngày 3 tháng 1 năm 1996), được biết đến với nghệ danh Cindy Obeñita là một người mẫu và hoa hậu người Philippines. Cô đăng quang ngôi vị Hoa hậu Liên lục địa 2021 diễn ra tại Ai Cập vào ngày 29 tháng 10 năm 2021. Trước đó, cô đã đăng quang ngôi vị Binibining Pilipinas Intercontinental 2021.

## Tiểu sử
Obeñita sinh ngày 3 tháng 1 năm 1996 và lớn lên ở Cagayan de Oro, Philippines. Cô đã có bằng cử nhân về truyền thông đại chúng tại Đại học Liceo de Cagayan. Cô ấy tốt nghiệp chuyên ngành tiếng Latin. Obeñita làm trưởng bộ phận lập kế hoạch và sự kiện của Văn phòng Du lịch tỉnh ở Misamis Oriental. Vào ngày 13 tháng 12 năm 2019, Obeñita đã tham gia một nhiệm vụ y tế tại Giáo xứ Thánh Tâm ở Cagayan de Oro, Philippines.

## Các cuộc thi sắc đẹp

### Binibining Pilipinas 2021
Vào ngày 11 tháng 7 năm 2021, Obeñita đã đại diện cho Cagayan de Oro tại Binibining Pilipinas 2021 ở Thành phố Quezon, Metro Manila, Philippines. Cô nhận được nhiều phiếu bầu trực tuyến nhất, cô đã giành được giải thưởng People's Choice và được lọt thẳng vào Top 13.
Trong vòng cuối cùng, Michael Cinco hỏi Obeñita, "Những món đồ xa xỉ như túi xách, quần áo và đồ trang sức quan trọng như thế nào đối với một người phụ nữ, khi nền kinh tế quốc gia đang đi xuống và gặp khó khăn?"

"Trong cuộc sống, chúng ta luôn đứng trước ngã ba đường của sự lựa chọn. Phụ nữ luôn có sự lựa chọn - ưu tiên hàng xa xỉ khi chúng ta đối mặt với đại dịch, và chúng ta cũng có lựa chọn để đón nhận khái niệm 'Vẻ đẹp mới', đó là sự đáp ứng phù hợp với nhu cầu của thời đại và thích ứng với sự thay đổi của thời đại. Tôi nghĩ tôi sẽ chọn trở thành người phụ nữ đó, người hiểu được những vấn đề của Philippines, những vấn đề của cộng đồng tôi, để chúng ta có thể nâng nhau lên. Tôi sẽ là người như vậy. loại phụ nữ, để an ủi những người đau khổ và áp bức những người thoải mái."

Vào đêm chung kết, Obeñita đã được xướng tên là Binibining Pilipinas Intercontinental 2021 và được trao tặng vương miệng bởi Hoa hậu tiền nhiệm, Emma Mary Tiglao.

### Hoa hậu Liên lục địa 2021
Vào ngày 29 tháng 10 năm 2021, Obeñita đại diện cho Philippines tại Hoa hậu Liên lục địa 2021 và cạnh tranh với 71 thí sinh khác tại khách sạn Sunrise Diamond Beach Resort ở Sharm el-Sheikh, Ai Cập.
Trong phần thi ứng xử của cuộc thi, cô được hỏi: "Là một đại sứ quốc tế, bạn có tin rằng nói tiếng Anh là quan trọng đối với Hoa hậu Liên lục địa? Tại sao hoặc tại sao không?"

"Với tư cách là một đại sứ, tôi không nghĩ rằng việc nói một ngôn ngữ nào đó là rất quan trọng ở Hoa hậu Liên lục địa hay bất kỳ cuộc thi nào. Miễn là người phụ nữ đó là một người phụ nữ quyền lực và duyên dáng, đảm đang và thông minh. Không quan trọng ngôn ngữ nào. cô ấy nói, và phụ nữ, cô ấy thực sự là một người phụ nữ có phong cách và phẩm chất, vì vậy cô ấy có thể giành chiến thắng trong bất kỳ cuộc thi hoặc nỗ lực nào mà cô ấy tham gia. Ngoài ra, rất quan trọng, tôi đã học được thực tế tại Miss Intercontinental, rằng một người phụ nữ phải có sức mạnh của bản chất Và tôi tin rằng tôi là người phụ nữ đó vì đó là bản chất của Hoa hậu Liên lục địa hiện đại - mà chúng ta đang sống trong một thế giới rất khó tồn tại. Và với tư cách là Hoa hậu Liên lục địa, tôi muốn trở thành nguồn hy vọng đó, nguồn cảm hứng về sức mạnh của vẻ đẹp đích thực và điều đó được cảm nhận trong lòng nhân hậu của chúng ta. và chắc chắn là trong sự chân thành trong những hành động yêu thương của chúng ta."

Vào đêm chung kết, Obeñita đã giành chiến thắng trong cuộc thi và đăng quang Hoa hậu Liên lục địa 2021 và được Fanni Mikó đến từ Hungary trao vương miện. Obeñita là người có thứ hai đến từ Philippines đạt được danh hiệu cao nhất sau Karen Gallman đăng quang Hoa hậu Liên lục địa 2018.